# Двойная лояльность
Двойная лояльность — этико-политический термин, означающий одновременную лояльность к двум отдельным, зачастую противоположным интересам, следствием которой является конфликт интересов.
Наиболее характерный пример двойной лояльности приводится в отношении врачей. Так, время от времени им приходится выбирать между врачебной лояльностью к пациенту (и/или регламентам, устанавливающим отношения между врачом и пациентом) и лояльностью к государству, которому врач служит.
Например, врач, который должен подтвердить способность арестанта противостоять пыткам встречается со сложной дилеммой: лояльность к государству и его интересам резко противопоставляется врачебной этике и приверженности к соблюдению прав человека.
Другим примером двойной лояльности могут послужить профессии, связанные с обладанием государственной тайной: правительственные деятели, сотрудники спецслужб, военнослужащие, государственные гражданские служащие, учёные и т. д. Люди этих профессий по роду деятельности могут сталкиваться с двойной лояльностью, с одной стороны проявляя к государству, с другой — стремиться соблюдать права человека и/или руководствоваться другими личными мотивами. Примером следствия таких ситуаций могут быть действия диссидентов Эдварда Сноудена, Брэдли Мэннинга, Андрея Сахарова и других. Однако, конечно же, подобные конфликты интересов могут разрешаться и в пользу интересов государства.
В более узком политическом значении двойная лояльность означает ситуацию, в которой диаспоры, апатриды, национальные меньшинства, партии и прочие социальные группы привержены интересам не только государства, в котором они находятся, но и другого государства, которое считают своим по национальным, конфессиональным, политическим, партийным и другим подобным признакам. В общем случае двойная лояльность к социально-политическим системам, к которым они в силу исторических причин принадлежат, является характерной чертой диаспор.
Историческим примером двойной лояльности является деятельность этнических немцев-фольксдойче в период Второй мировой войны.
Подозрения и обвинения в двойной лояльности, выдвигаемые против разных групп населения, предположения о вредоносности двойной лояльности для национальных интересов государства пребывания, далеко не всегда обоснованы и могут быть вызваны ксенофобией. Также такие претензии являются одной из причин антисемитизма, маккартизма и т. п. В частности, эти претензии предъявляют к евреям (использование добровольных помощников-«сайаним» является официально признанной практикой израильской спецслужбы «Моссад»), хуацяо, «лицам кавказской национальности» и т. д.
Политическая двойная лояльность является частным случаем этической двойной лояльности (Dual loyalty (ethics)).

## В культуре
- Опасные секреты — фильм, основанный на реальной истории Кэтрин Ган, столкнувшейся с проблемой двойной лояльности.